# Hechtia glomerata
Espèce
Classification phylogénétique
Synonymes
- Hechtia ghiesbreghtii Lem.

Hechtia glomerata est une espèce de plantes à fleurs de la famille des Bromeliaceae.

## Distribution
Elle se rencontre aux États-Unis dans l'État du Texas, au Guatemala et au Mexique.

## Synonymes
- Hechtia ghiesbreghtii Lem.